# Relief vulcanic

Aparatul vulcanic (ilustraţie)

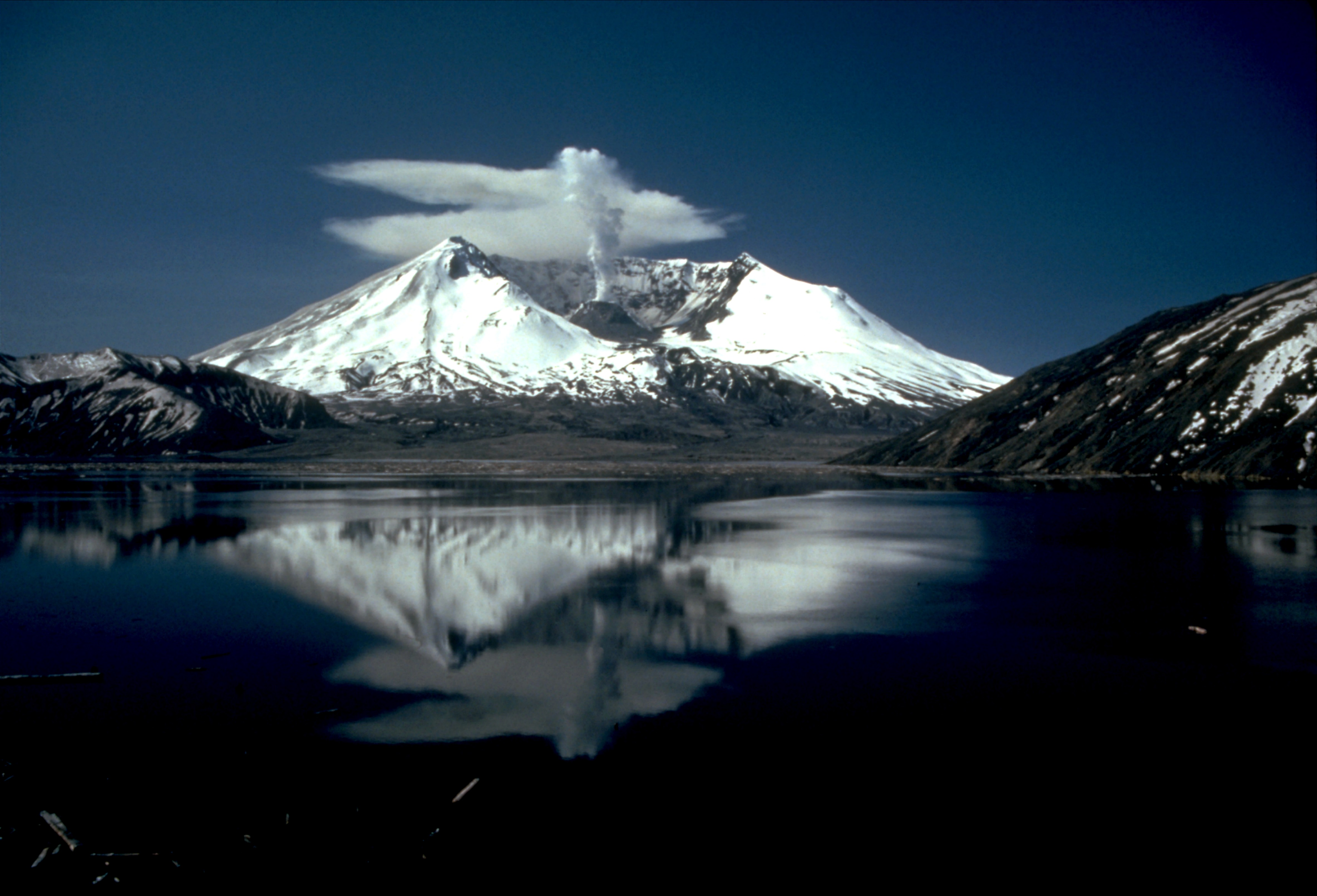
Relief vulcanic (Saint Helens)

## Aparatul vulcanic

### Structura aparatului vulcanic
Materialele expulzate prin erupții se depun în jurul punctului de emisie, constituind un aparat vulcanic, alcătuit din coș, crater și con. 
Coșul reprezintă hornul sau orificiul de evacuare a materialelor expulzate. În timpul perioadelor de liniște și după stingerea vulcanului, în coș rămân lave sau piroclastite consolidate; ele pot fi puse în evidență numai prin eroziunea conului. 
Craterul reprezintă prelungirea externă prin care se termină coșul; are de obicei forma de pâlnie. 
Conul este edificiul propriu-zis, clădit din lava revărsată și din alte materiale rezultate în timpul exploziei vulcanice; reprezintă o formă de acumulare, a cărei morfologie depinde de tipul activității vulcanice și apoi de evoluția subaeriană a eroziunii.

### Produsele activității vulcanice
- gazoase: (vapori de apă, dioxid de carbon, hidrogen, hidrogen sulfurat, amoniac)

- lichide: (lava care poate fi: acidă, neutră, bazică, în funcție de  conținutul în bioxid de siliciu (SiO2).

- solide: sau piroclastite (cenușa vulcanică; lapili – fragmente de 1-3cm; bombe – când au diametre de ordinul centimetrilor sau metrilor).

## Relieful vulcanic de acumulare

### Conurile vulcanice
Conurile sunt rezultatul erupțiilor de lavă acidă-vâscoasă, cu multă silice și cu viteză de curgere redusă. Apar izolate sau grupate pe anumite areale și îmbracă forme diferite, după tipul de erupție și după natura rocilor constituente.

#### Conuri de sfărâmături
Rezultate în urma exploziilor de tip strombolian și vulcanian, sunt formate din îngrămădirea piroclastitelor în jurul coșului și craterului. Ele se dispun în straturi înclinate către periferia conului. Conurile formate din piroclastite grosiere (bombe, lapili) au craterul de formă cilindrică și un diametru mic, iar conurile din cenușă au craterul ca o pâlnie largă.

#### Conurile stratovulcanilor
Sunt alcătuite din straturi alternante de lavă și piroclastite, rezultate din faze diferite de erupții. Un con simplu de stratovulcan are pante concave și un crater larg, ca o pâlnie. Dacă conul crește în înălțime, se deschid crăpături radiare prin care curg erupții laterale. Acestea construiesc o serie de conuri adventive (conuri secundare), care pot ajunge la dimensiuni considerabile.
Stratovulcanii mari sunt afectați de falii și fisuri pe diferite direcții. Asemenea conuri posedă un adevărat schelet de rezistență, format prin consolidarea lavelor în lungul fisurilor.kaka

#### Cumulo-vulcanii
Tip de con creat de vulcanii care elimină lave acide, vâscoase (multă silice în compoziție). Ele încetează sa curgă la temperaturi sub 1200°C, materia se acumulează și se solidifică repede în jurul coșului. Conul apare ca o îngrămădire haotică de blocuri, pe care lava nouă, incandescentă, venită sub presiune, le împinge în sus. Se formează un con fără crater, numit cumulodom sau dom endogen, care poate atinge dimensiuni de sute de metri; la intervale mari de timp, presiunea crescută în adânc, poate duce la azvârlirea vârfului conului, provocând explozii catastrofale de lavă și nori de gaze, din vechiul con rămânând doar o parte (Mont Pelée, 1902).

### Platourile vulcanice
Platourile sunt rezultatul răcirii lavelor bazice – fluide, cu dominarea elementelor feromagneziene, săracă în silice și cu viteză mare de curgere.
Lavele ajung la suprafață cu o temperatură mai ridicată, se revarsă peste pereții craterului și curg pe distanțe foarte mari, acumulându-se la baza conurilor vulcanice. Platourile se mai numesc și „vulcani scut” deoarece sunt tot conuri vulcanice, însă cu pante foarte mici.
Forma curgerii depinde și de relieful preexistent pe care îl fosilizează. Pe terenuri relativ netede se formează suprafețe structurale bazaltice, aproape tabulare, mărginite de abrupturi rezultate din solidificarea frunții pânzei. Când aceste suprafețe sunt fragmentate de văi dau naștere la pante în trepte, fiecare treaptă corespunzând unei pânze.
Microrelieful câmpurilor de lavă se datorează modificărilor suferite de crusta superficială solidificată, sub influența curenților incandescenți ce curg pe sub ea. În acest sens au fost deosebite două tipuri ale suprafețelor de lavă:
- dermolitică, la lavele foarte fluide care eliberează mai puține gaze, a căror suprafață este netedă 
- clastolitică, la lavele mai vâscoase, care se caracterizează printr-o aglomerare haotică de blocuri de lavă.
Suprafețele dermolitice (pahoehoe în Hawaii, hellurhaun în Islanda) se pot prezenta în funcție de relieful preexistent, de viteza și vâscozitatea lavei, sub diferite forme: 
- dale de lavă – acumulări de fragmente, provenite din ruperea crustei superficiale solidificate, la o creștere a vitezei de curgere a lavei fluide interioare 
- lave cordate – încrețiri superficiale ale crustei vâscoase 
- creste de presiune – rezultate prin boltirea crustei superficiale prin presiunea lavei fluide subcrustale 
- hornito – acumulări bulgăroase de lavă în jurul unor mici cratere formate de erupțiile violente ale gazelor conținute de curentul incandescent subcrustal
- pustule sau blister – bule rezultate în urma degajării vaporilor de apă în timpul trecerii lavei incandescente peste o zonă mlăștinoasă sau peste cursurile de apă
- tunele bazaltice – rezultate în urma evacuării lavei fluide de sub crusta superficială consolidată
Suprafețele clastolitice (aa în Hawaii, apalhraun în Islanda), sunt acumulări haotice de blocuri de lavă, cu înălțimi care rareori ating câțiva metri.
De cele mai multe ori se datorează solidificării rapide a suprafeței pe o grosime mult mai mare decât la curgerile foarte fluide. La solicitările mecanice produse de o creștere a vitezei curentului sau de accelerarea curgerii la o ruptură de pantă, crusta superficială este fragmentată în blocuri ce se îngrămădesc în spatele unui obstacol sau pe pantele mai puțin înclinate.
O altă particularitate este dată de prezența coloanelor bazaltice  (coloanele de bazalt de la Detunata). Când răcirea lavei este lentă apar coloane perpendiculare pe suprafața de răcire. La răcire rapidă se formează o structură lamelară paralelă cu suprafața.

#### Platourile vulcanice de tip hawaiian
Se caracterizează prin conuri foarte mari, în parte submarine. Insula Hawaii este constituită aproape în întregime din curgeri suprapuse de lavă bazaltică, emise de cinci centre de erupție: (Kohala, Hualalai, Mauna Kea, Mauna Loa și Kilauea), dintre care ultimele două sunt în activitate. La Mauna Loa conul principal are o înălțime de 4162 m, iar cu partea submersă ajunge până la 9000 m. Diametrul bazei, la nivelul mării este de 400 km. Pe platoul central se află un crater în forma de puț (pit-crater), format prin prăbușire, mărginit de pereți abrupți și umplut de multe ori cu lavă incandescentă. 

#### Platourile vulcanice de tip islandez
Au dimensiuni mult mai mici, le lipsește platoul central, iar înclinarea pantelor este mai mare. În Islanda se întâlnesc platouri vulcanice întinse, formate prin revărsări produse în lungul unor mari crăpături liniare. De fapt Islanda este singurul loc unde se mai întâlnesc în activitate erupții liniare. Pe linia Laki, deschisă în anul 1783, cu o lungime de peste 24 km s-au format peste 34 de conuri vulcanice cu înălțimi până la 150 m și alte 60 conuri mai mici. Cu timpul activitatea vulcanică s-a restrâns în jurul câtorva centre. Cel mai important vulcan activ de aici este Hekla.

## Relieful vulcanic de explozie
Aceste forme se întâlnesc în special la vulcanii care emit lave vâscoase și în general la erupțiile bogate în emisii violente de gaze. Exploziile și prăbușirile care însoțesc erupțiile dau naștere la câteva tipuri de excavațiuni: cratere simple, caldere, maare.

### Cratere simple
Au formă de pâlnie și rezultă prin explozii puternice. Mărimea lor este direct proporțională cu intensitatea erupției. Se întâlnesc la vulcanii ce dau conuri de sfărâmături și la stratovulcani. Modelarea versanților se face prin alunecări, prăbușiri, solifluxiune și șiroire. De multe ori în interiorul acestor cratere se formează lacuri. La vulcanii activi, o nouă explozie reactivează și intensifică modelarea craterului. Un tip aparte rezultă prin prăbușirea lavei bazaltice consolidate de tip hawaiian; este craterul puț (pit-crater) întâlnit în interiorul calderelor. Aceste cratere ciuruiesc lava consolidată, prezintă pereți verticali, iar în interiorul lor se găsesc adesea lacuri de lavă (lacuri de foc); așa sunt craterele vulcanilor Kilauea și Mauna Loa.

### Caldere
Calderele (căldare, în spaniolă) reprezintă cratere uriașe formate prin explozie și lărgite mult prin prăbușirile care urmează. La explozii puternice, coșul și chiar porțiunile superioare ale cuptorului magmatic sunt golite de lavă, iar partea centrală a vulcanului, pierzându-și suportul se prăbușește. Din vechiul con vulcanic nu mai rămâne decât porțiunea de la poalele acestuia sub forma unui perete circular, în interiorul căruia se pot forma ulterior, conuri vulcanice mai mici. După formă și geneză se pot deosebi mai multe tipuri:
Caldera monogenă se formează printr-o prăbușire rezultată în urma unei singure erupții. Este un crater uriaș, situat în partea centrală a conului. 
Caldera poligenă mult mai mare, implică distrugerea aproape completă a conului vulcanic. Se formează în urma mai multor erupții, care creează și mici caldeire periferice, ce festonează caldera principală.
Caldera inelară presupune în plus o nouă fază de erupții, ce dă naștere la unul sau mai multe conuri în interiorul calderei. Apare o depresiune inelară, ce la Vezuviu poartă numele de Atrio del Cavallo, de unde s-a generalizat denumirea de atrio, iar creasta ce o închide se numește somma (Somma Vezuviului). Cand caldera cantonează un lac, conul apare ca o insulă (Crater-Lake din Oregon-SUA, Lago de Vico cu Monte Venere- Italia).
Caldera în trepte ia naștere în urma scufundării inegale pe falii sau fisuri circulare, a unei mari părți din con. Treptele dau calderei aspectul unor circuri îmbucate, cum sunt cele din vulcanul Camerun.

### Maare
Maarele sunt depresiuni rotunde, de forma unui puț, cu un diametru de sute de metri până la 2-3 km, rezultate în urma exploziilor vulcanice. Sunt umplute cu sfărâmături provenite din explozie sau din prăbușirea pereților. Ele nu expulzează lavă și de aceea nu formează un con. Aparatul se compune din: canalul de străpungere (diatremă) și craterul de explozie, ce nu se ridică deasupra reliefului. Foarte rar craterul este înconjurat de un val înalt de câțiva zeci de metri, format din sfărâmături de roci. Pentru aceste cratere ocupate în general de lacuri, s-a generalizat denumirea de maar, folosită în regiunea Eifel din Germania. În aceeași categorie intră și conurile fără rădăcină, formate în urma exploziilor freatice rezultate în timpul trecerii unei curgeri de lavă peste lacuri sau zone mlăștinoase, descrise în Islanda.

## Relieful în structură vulcanică (de eroziune)
O dată cu stingerea vulcanului procesele de eroziune devin predominante, ele fiind dirijate de sistemul pantelor caracteristice vulcanilor (convergente și divergente) și de structura lor. Structura, reprezentată în general prin strate monoclinale, dirijate în sensul curgerii lavei, poate fi complicată de dizlocatiile tectonice sau de intruziunile magmatice sub forma de filoane.

### Modelarea conurilor
Rețeaua hidrografică este radiară divergentă pe con și radiară convergentă pe crater. La baza conului, râurile sunt colectate de o rețea inelară, iar în crater se formează lacul de crater. Văile adânci care fragmentează conul se numesc barrancos (în insulele Azore). Interfluviile de formă triunghiulară care urcă în pantă crescândă spre vârful conului sunt numite planeze. În partea superioară, după o evoluție îndelungată ele se transformă în creste. Prin eroziune regresivă barrancosurile pătrund în interiorul craterului și drenează lacul. Dirijarea rețelei convergente din interiorul craterului, către un nivel de bază exterior, coborât, intensifică eroziunea, fapt ce duce la lărgirea craterului și la transformarea lui într-o caldeira de eroziune. Accentuarea generală a eroziunii duce la îndepărtarea rapidă a rocilor moi. Rezistă numai coșurile și filoanele vulcanice, formate din lavă dură, care sunt puse în evidența prin eroziunea diferențială. 
Astfel, vechile forme negative (coșuri, crăpături) se transformă în forme pozitive: se produc inversiuni de relief reprezentate prin neck-uri, dyke-uri și sill-uri.
Neck-ul este un stâlp de rocă dură (lavă sau piroclastite cimentate), ce s-a format prin consolidarea magmei în drumul ei către suprafață, pe fisurile rocilor; poate reprezenta coșul vulcanic. 
Dike-ul este un perete sau un zid impunător ce provine din injectarea lavelor pe o spărtură longitudinală a conului. 
Sill-ul provine din dezvelirea lavelor injectate pe planurile de stratificație ale conului; apare sub forma unor pereți circulari, care închid o depresiune inelară, un crater fals rezultat în urma dezagregării rocilor mai puțin rezistente.

### Modelarea platourilor
Platourile de lavă bazică au o mare rezistență la eroziune. Aceasta este încetinită de prezența diaclazelor și fisurilor, care le face foarte permeabile.
Dezagregarea este însă foarte activă în regiunile deșertice sau periglaciare. Dacă relieful și climatul permit umplerea fisurilor cu apă, eroziunea fluviatilă taie văi adânci, asemănătoare canioanelor, cu numeroase rupturi de pantă însoțite de cascade. Între ele rămân interfluvii largi, adevărate platouri alungite (platourile de lavă din Idaho și Oregon, tăiate de râurile Snake și Columbia). De multe ori văile se adâncesc pe vechile interfluvii fosilizate, unde grosimea lavei este redusă; apar și aici inversiuni de relief. Când văile ajung la rocile friabile ale subasmentului, versanții se retrag repede, văile se lărgesc, apar văi secundare, iar platourile sunt fragmentate în bucăți tot mai mici. Aceste mici platouri de lavă izolate se numesc mesas (în Mexic). Sunt asemănătoare martorilor de eroziune din structurile tabulare. Cu timpul sunt distruse complet. Un caracter important al rețelei hidrografice îl reprezintă frecvența de văi supraimpuse.